# Gary Wiggins
Pour les articles homonymes, voir Wiggins.
Gary Wiggins est un coureur cycliste australien né le 20 novembre 1952 à Yallourn et mort le 25 janvier 2008 au John Hunter Hospital, Newcastle (Australie). Il est le père du coureur cycliste Bradley Wiggins, vainqueur du Tour de France 2012. Il fut professionnel de 1976 à 1987 et spécialiste des courses de six jours. Le 25 janvier 2008, il est retrouvé inconscient dans une rue d'Aberdeen (Australie). Il est emmené à l'hôpital où il meurt sans que les circonstances de son décès ne soient clairement établies.

## Palmarès
- 1980
  - 4e du championnat d'Europe de course à l'américaine
- 1982
  - 3e du Grand Prix Raf Jonckheere

- 1983
  - 2e du championnat d'Europe de course à l'américaine (avec Tony Doyle)

- 1984
  - Champion d'Europe de course à l'américaine (avec Tony Doyle)
  - 2e des Six jours de Brême
  - 2e des Six jours de Grenoble
  - 2e des Six jours de Rotterdam
  - 3e des Six jours de Paris
  - 3e des Six jours de Zurich

- 1985
  - Six jours de Brême (avec Tony Doyle)
  - 2eb et 4ea étapes du Griffin 1000 West
  - 2e du championnat d'Europe de course à l'américaine (avec Tony Doyle)
  - 3e des Six jours de Munich

- 1986
  - 11e étape du Griffin 1000 West
  - 2e des Six jours de Launceston (Australie)